# Ага (животно)
Агата (Rhinella marina) е вид жаба от семейство Крастави жаби (Bufonidae). Видът не е застрашен от изчезване.

## Разпространение
Разпространен е в Белиз, Боливия, Бразилия, Венецуела, Гватемала, Гвиана, Еквадор, Колумбия, Коста Рика, Мексико, Никарагуа, Панама, Перу, Салвадор, САЩ (Тексас, Флорида и Хавайски острови), Суринам, Тринидад и Тобаго, Френска Гвиана и Хондурас. Внесен е в Австралия, Американски Вирджински острови, Антигуа и Барбуда, Аруба, Барбадос, Гваделупа, Гренада, Гуам, Доминиканска република, Мартиника, Монсерат, Папуа Нова Гвинея, Провинции в КНР, Пуерто Рико, Северни Мариански острови, Сейнт Винсент и Гренадини, Сейнт Китс и Невис, Сейнт Лусия, Соломонови острови, Тайван, Филипини, Хаити, Ямайка и Япония.